# Emancipado (Guinea Española)

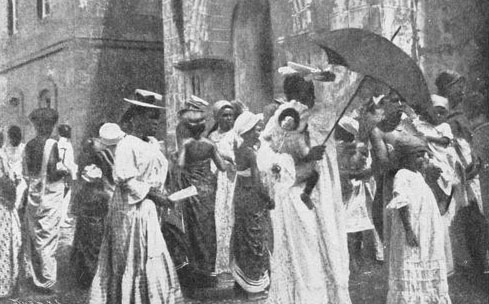
Negros emancipados saliendo de misa en la isla de Corisco, Guinea Española (Diego Saavedra y Magdalena, 1910)

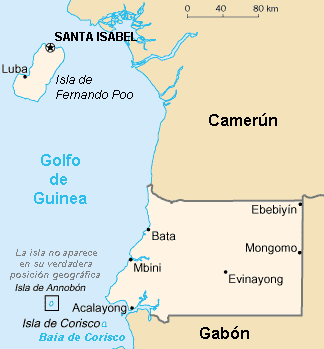
Mapa de Guinea Ecuatorial, antigua Guinea Española.

En colonización española de Guinea, los emancipados fueron grupo sociopolítico de africanos nativos que hubieron asimilado las costumbres, valores y patrones de comportamiento de la sociedad blanca de origen europeo, así como la religión católica. Este término colonialista existió en los años 1900 en lo que actualmente es la Guinea Ecuatorial, antigua colonia de España. Las mujeres no podían «emanciparse». 
Los emancipados se encontraban en las áreas con mayor presencia colonial, principalmente a lo largo de las comunidades costeras, así como en las islas de Bioko y Annobón. Posteriormente, los emancipados se convirtieron en una suerte de «élite negra» adinerada, que en la jerarquía social colonial se encontraba por debajo de los blancos o peninsulares pero por encima de todo el resto de la población negra («no-emancipados»).
Algunos emancipados son Fernando Utimbo, líder tribal defensor de la hispanidad y el cristianismo en Guinea, y su sucesor, Santiago Uganda. O también, el arzobispo de Malabo Rafael María Nze Abuy.

## Población emancipada
Entre la población de emancipados se incluyen:
- Africanos «de pura sangre», de las tribus nativas locales que se habían asimilado culturalmente a los blancos después de recibir una educación cristiana española.
- Descendientes de esclavos afrocubanos liberados que, a pesar de ser libres de regresar a Cuba, permanecieron en el país mezclándose con la población local. Estos antiguos esclavos fueron traídos a África por las Órdenes Reales del 13 de septiembre de 1845 (a través de un acuerdo voluntario) y una deportación del 20 de junio de 1861 desde Cuba, debido a la falta de voluntarios. Muchos eran también de ascendencia europea y/o amerindia.
- Mulatos nacidos de madres ecuatoguineanas y padres colonos peninsulares, algunos no reconocidos por sus padres.[2] La descendencia resultante de las uniones de consentimiento entre las mujeres africanas y los hombres europeos se había convertido en una tendencia social a mediados de 1900 en Guinea Ecuatorial, así como en otras partes de África occidental.

## Sociedad
Los emancipados se mezclaron social y culturalmente. Muchos eran parte del paisaje tribal nativo, y la mayoría de los demás contribuyeron a la comunidad intelectual que alguna vez fue próspera como resultado de tener acceso a la educación cristiana y europea. Su educación ayudó a impulsar la Guinea española a tener la tasa de alfabetización más alta de todos los países africanos a mediados del siglo XX. La comunidad que alguna vez fue próspera también contribuyó a la riqueza de Guinea española, que alguna vez fue el tercer país más rico de África antes de su independencia de España.

## Éxodo
Debido a la disensión política que rodeó la independencia ecuatoguineana de España en 1968, muchos emancipados se mudaron a Europa, rechazados por el creciente sentimiento antieuropeo entre los africanos y por las presiones políticas del régimen dictatorial que comenzaba en Guinea Ecuatorial. Esto condujo además al asesinato de varios emancipados por serlo.
Muchos emancipados se mudaron a España, sobre todo Canarias, también a Santo Tomé y Príncipe y a Cabo Verde. Posteriormente, algunos descendientes de emancipados volvieron a Guinea Ecuatorial.